# دينيس برينان
دينيس برينان (بالإنجليزية: Denis Brennan)‏ (و. 1945  م) هو قسيس، وكاهن كاثوليكي أيرلندي.

## مناصب
تولى منصب أسقف كاثوليكي.